# Лобурська говірка
Лобурська говірка (ліберская гаврідня) — мервта таємна говірка Янівського району для лобурських подорожей по різних країнах. Носії мови - лобури.

## Дослідження
Етнолог Тетяна Луцевич, яка присвятила свої наукові праці лобурам, вважає, що багато слів були запозичені з грецької, латинської, німецької та інших іноземних мов, а інші були вузько локалізовані і зустрічалися лише в одній місцевості. Були й просто перекручені слова та нововведення. 
Жінки не знали цієї мови, бо не працювали "лобурами". Тому й не мали потреби в загадковій мови, але всіх хлопчиків обов'язково з семи років навчали місцевого діалекту.

## Приклади
Назви міст:
- Пінськ – Лобунськ
- Іванове – Шуяново